# Анновка (Пензенская область)
Анновка — деревня в Бессоновском районе Пензенской области России. Входит в состав Полеологовского сельсовета.

## География
Деревня находится в центральной части Пензенской области, в пределах Сурско-Мокшанской возвышенности, в лесостепной зоне, на расстоянии примерно 14 километров (по прямой) к западу-северо-западу (WNW) от села Бессоновки, административного центра района. Абсолютная высота — 200 метров над уровнем моря.
Климат
Климат характеризуется как умеренно континентальный. Средняя температура воздуха самого холодного месяца (января) составляет −12 °C; самого тёплого месяца (июля) — 20 °C. Годовое количество атмосферных осадков составляет около 500 мм. Снежный покров держится в среднем в течение 148 дней в году.

## История
Основана в конце XVIII — начале XIX вв. как помещичья деревня. Вероятно, являлась приданым Анны Поликарповны Орловой. Жители были прихожанами церкви во имя Николая Чудотворца, расположенной в селе Кроптово. По состоянию на 1896 год в деревне Анновка (Аннино, Шмырева Дуброва), входившей в состав Чертковской волости Пензенского уезда, имелись 60 дворов двор и усадьба дворянина Чекмарева. В 1911 году числились одно крестьянское общество, 68 дворов, ветряная мельница, кузница и лавка. 
По данным 1930 года входила в состав Степное-Смагинского сельсовета Пензенского района и включала 95 хозяйств. В 1939 году являлась частью Смагинского сельсовета; в 1955 году — Блохинского сельсовета.

## Население
| 2010 |
| ---- |
| 0    |